# Pape Sow
Pape Laye Sow (ur. 22 listopada 1981 w Dakarze) – senegalski koszykarz, występujących na pozycjach silnego skrzydłowego lub środkowego, reprezentant kraju.
W 2004 został wybrany w drafcie CBA z numerem ósmym przez zespół Dakota Wizards.
W sezonie 2007/2008 występował w PLK w zespole Prokom Trefl Sopot. W 2009 wystąpił na Mistrzostwach Afryki w Libii. W 9 meczach notował średnio 6,7 punktu oraz 6,9 zbiórki w ciągu 20,9 minuty, a jego reprezentacja zajęła 7. miejsce. W sezonie 2009/2010 powrócił do Trójmiasta. Od sierpnia do grudnia 2009 występował w Asseco Prokom Gdynia.
Przez lata brał udział w rozgrywkach letniej ligi NBA. Reprezentował: Toronto Raptors (2005), Phoenix Suns (2007), Dallas Mavericks (2008), Charlotte Bobcats (2010).

## Osiągnięcia
Na podstawie, o ile nie zaznaczono inaczej.
NCAA
- Zaliczony do:
  - I składu All Big West (2004)
  - II składu All Big West (2002)
- Lider Big West w:
  - liczbie:
    - punktów (484 – 2004)
    - zbiórek (272 – 2004)
    - celnych (156) i oddanych (231) rzutów wolnych (2004)

  - średniej zbiórek (9,7 – 2004)

Klubowe
- Mistrz Polski (2008)
- Wicemistrz Włoch (2009)
- Zdobywca pucharu Polski (2008)

Indywidualne
- Obrońca sezonu PLK (2008)[7]

Reprezentacja
- Uczestnik mistrzostw Afryki (2003 – 4. miejsce, 2007 – 9. miejsce, 2009 – 7. miejsce)

## Statystyki

### Statystyki podczas występów w NBA
- Sezon 2004/2005 (Toronto Raptors): 27 meczów (średnio 2,3 punktu oraz 2,1 zbiórki w ciągu 9,4 minuty)
- Sezon 2005/2006 (Toronto Raptors): 42 mecze (średnio 3,5 punktu oraz 3,5 zbiórki w ciągu 14 minut)
- Sezon 2006/2007 (Toronto Raptors): 7 meczów (średnio 1,4 punktu oraz 1,6 zbiórki w ciągu 4,9 minuty)

### Statystyki podczas występów w PLK
- Sezon 2007/2008 (Prokom Trefl Sopot): 22 mecze (średnio 8,5 punktu oraz 6 zbiórek w ciągu 19,7 minuty)
- Sezon 2009/2010 (Asseco Prokom Gdynia): 9 meczów (średnio 6,3 punktu oraz 5,3 zbiórki w ciągu 13,2 minuty)